# Freno regenerativo

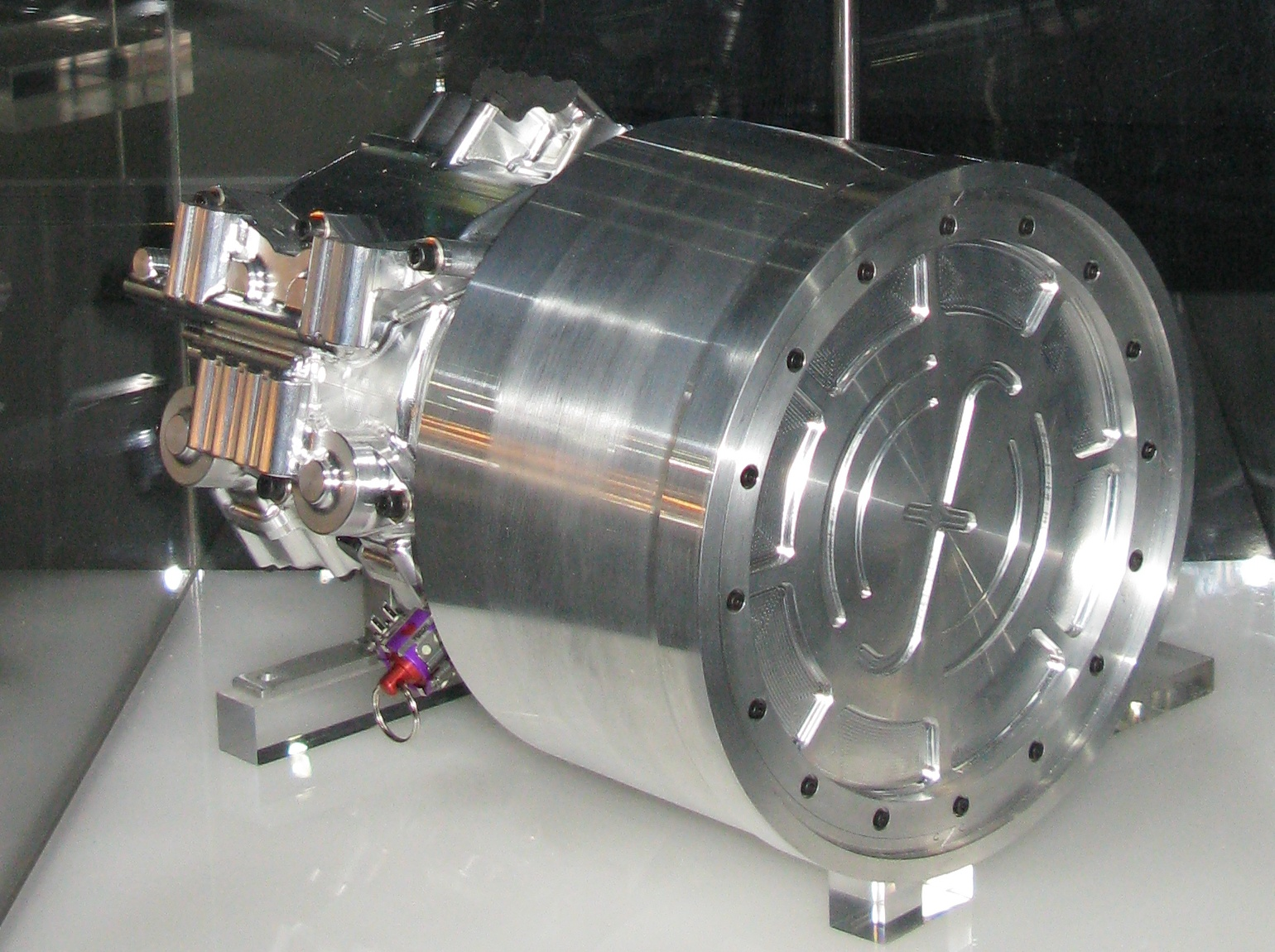
KERS

Un freno regenerativo o KERS (en inglés kinetic energy recovery system, «sistema de recuperación de energía cinética») es un dispositivo que permite reducir la velocidad de un vehículo transformando parte de su energía cinética en energía eléctrica. Esta energía eléctrica es almacenada para un uso futuro.
El freno regenerativo en trenes eléctricos alimenta la fuente de energía del mismo. En vehículos de baterías y vehículos híbridos, la energía se almacena en un banco de baterías o en una batería de condensadores para un uso posterior.
El freno regenerativo es un tipo de freno dinámico. Otro tipo de freno dinámico es el freno reostático, mediante el cual la energía eléctrica generada en la frenada es disipada en forma de calor.
El frenado tradicional, basado en la fricción, se sigue usando junto con el regenerativo por las siguientes razones:
- El frenado regenerativo no reduce de manera efectiva la velocidad a niveles bajos
- La cantidad de energía a disipar está limitada a la capacidad de absorción de esta por parte del sistema de energía, o el estado de carga de las baterías o los condensadores. Un efecto no regenerativo puede ocurrir si otro vehículo conectado a la red suministradora de energía no la consume o si las baterías o condensadores están cargados completamente. Por esta razón es necesario contar con un freno reostático que absorba el exceso de energía.

## El motor como freno
Los frenos regenerativos se basan en el principio de que un motor eléctrico puede utilizarse como generador eléctrico. El motor eléctrico de tracción se reconecta como generador durante el frenado y las terminales de alimentación se convierten en suministradoras de energía la cual se conduce hacia una carga eléctrica; es esta carga la que provee el efecto de frenado.
Un ejemplo temprano de este sistema fue el freno regenerativo desarrollado en 1967 para el vehículo Amitron de American Motors Corporation (AMC) y Gulton Industries. Este vehículo era accionado completamente por baterías en fase prototipo que se recargaban por frenado regenerativo, lo que incrementaba el rendimiento del automóvil.

## Funcionamiento en un tren eléctrico
Durante el frenado, se modifican las conexiones del motor de tracción mediante un dispositivo electrónico, para que funcione como un generador eléctrico. Por ejemplo, los motores de corriente continua brushless (del inglés, sin escobillas), cuentan, normalmente, con sensores de efecto Hall para determinar la posición del rotor del motor, lo que permite tener información del vehículo y calcular cómo se ha de frenar la corriente generada en el motor hacia los sistemas de almacenamiento, que pueden ser baterías o supercondensadores.
Los campos del motor se conectan al motor principal de tracción y las armaduras del motor se conectan a la carga. El motor de tracción excita los campos, las ruedas del vehículo, ya sea un automóvil, un trolebús, o una locomotora, al girar, mueven las armaduras, y los motores actúan como generadores. Cuando los motores funcionan como generadores, la corriente generada en ellos se puede hacer pasar a través de resistencias eléctricas, lo que daría lugar a un frenado reostático. Si se envía a la línea de suministro, en el caso de un trole, o una locomotora, o a las baterías o un supercondensador en el caso de un vehículo autónomo e independiente de una línea de corriente, se estaría hablando de frenado regenerativo.
Si el movimiento del vehículo es decelerado, el flujo de corriente a través de la armadura del motor durante ese frenado debe de ser contrario al que se utiliza para accionar al motor.
El esfuerzo de frenado es proporcional al producto de la fuerza magnética de las líneas de campo multiplicado por la velocidad angular de la armadura.

## Comparación entre freno reostático y regenerativo
Los frenos reostáticos, a diferencia de los regenerativos, disipan la energía eléctrica en forma de calor al hacer circular la corriente generada durante el frenado, a través de enormes bancos de resistores variables o reostatos. Los frenos reostáticos se utilizan en carretillas elevadoras y trolebuses, además de las locomotoras eléctricas y diésel.
El calor generado por los resistores puede servir para calentar el interior del vehículo. Si el calor se disipa al exterior, se hace a través de capuchas enormes diseñadas para albergar los bancos de resistores.
La principal desventaja de los frenos regenerativos comparados con los reostáticos es la necesidad de igualar la corriente generada con la suministrada. Con las fuentes de corriente continua, esto requiere que el voltaje sea controlado estrictamente. Solamente con el desarrollo de la electrónica fue posible utilizar fuentes de corriente alterna, pues la frecuencia del suministro también debe ser igualada.
Algunos ferrocarriles de montaña han usado corriente trifásica para accionar motores trifásicos de inducción. Esto redunda en una velocidad casi constante mientras el motor funciona con la frecuencia necesaria al avanzar o al frenar.

## Aplicaciones ferroviarias
La energía eléctrica generada mediante el freno regenerativo en sistemas ferroviarios puede aprovecharse de diversas maneras:
1. Devolución de energía a la red eléctrica: En instalaciones ferroviarias con subestaciones de tracción en corriente alterna, el flujo de energía puede ser bidireccional, lo que permite retornar la energía generada a la red eléctrica. Sin embargo, en subestaciones de corriente continua, donde el flujo es unidireccional, no es posible devolver la energía directamente. Para superar esta limitación, se pueden instalar inversores conectados en paralelo a la subestación, permitiendo la integración de la energía regenerada en la red.
2. Almacenamiento en acumuladores a bordo: Algunos sistemas ferroviarios utilizan acumuladores embarcados para almacenar la energía regenerada. Esto les permite operar con mayor eficiencia energética e incluso sin conexión a la catenaria en ciertos tramos.[1]
3. Almacenamiento en acumuladores en tierra: Otra solución es el almacenamiento de energía en acumuladores instalados en tierra, como en los proyectos conocidos como "ferrolineras". Estos sistemas permiten aprovechar la energía regenerada para diversos usos, incluyendo la recarga de vehículos eléctricos, fomentando una movilidad más sostenible.[2]

## Uso en el automovilismo

### Descripción
El dispositivo denominado KERS entró en vigor en 2009 en la competición de Fórmula 1. Además de abaratar los costes, el objetivo de este dispositivo es aumentar la facilidad y el número de adelantamientos, que con el avance de la aerodinámica han ido disminuyendo. Se ha diseñado y desarrollado por Xtrac, Torotrack y Flybrid System con las especificaciones impuestas por la FIA y la UE.
Este componente funciona obteniendo la energía que se disiparía en forma de calor en las frenadas, acumulándola en un volante de inercia. La idea es que esa energía almacenada otorgue una potencia extra de 60 kW (unos 81 CV / 80 HP) durante aproximadamente 6,67 segundos en la fase de aceleración tras la frenada. Sin embargo, es posible que la importancia del KERS vaya en aumento con los años, llegándose incluso a los 270 CV durante 8 s con los motores limitados a 400 CV que en principio llegarán en la próxima década.
Las escuderías podrán elegir entre tres opciones para diseñar el dispositivo: un sistema mecánico (similar a una batería inercial), un sistema eléctrico, o un sistema neumático. En principio la mayoría de equipos utilizarán la versión mecánica, ya que es más eficiente y compacta. Sin embargo, es posible que algún equipo se decante por la eléctrica ya que, aunque es menos eficiente porque debe convertir la energía mecánica en eléctrica y viceversa, tiene la ventaja de que puede colocarse en cualquier lugar del monoplaza (no como el mecánico que ha de estar cerca de la trasmisión).

### Incidentes
El desarrollo del KERS ha estado rodeado de problemas. Algunos equipos se opusieron a que se implementara en 2009, alegando problemas en el desarrollo y asegurando que retrasando su salida al 2010 se reducirían los costes. Además, un mecánico de BMW resultó herido por una descarga eléctrica mientras manipulaba un monoplaza que contenía el dispositivo en cuestión y la fábrica de Red Bull Racing hubo de ser evacuada por problemas de sobrecalentamiento con el KERS. Los equipos convocaron una reunión en Hungría en la que se pretendía retrasar su implantación hasta 2010; sin embargo, no se llegó a tal acuerdo. No todos los equipos tuvieron listo el dispositivo para el inicio de la temporada, y algunas escuderías anunciaron que no lo utilizarían en toda la temporada.

### Desarrollo del KERS
El uso del KERS se introdujo en los monoplazas de Fórmula 1 en el 2009 al finalizar los tests en el Circuito de Montmeló, siendo los primeros en implementar con relativo éxito este nuevo dispositivo la escudería BMW. Los pilotos de la escudería Nick Heidfeld y Robert Kubica, que se encontraban entre los pilotos con más peso corporal de la Fórmula 1 mostraron su preocupación debido a que el peso reglamentario de los coches siguió siendo el mismo por lo que los pilotos que tenían mayor peso tenían menor lastre a repartir en el coche.
La escudería Toyota empezó la temporada en el Gran Premio de Melbourne sin el sistema KERS.
Ferrari presentó su modelo F60 el 12/01/2009 con el sistema KERS incorporado y lo utilizó en el Gran Premio de Australia en Melbourne.
Renault fue el primer equipo en confirmar que usaría el sistema KERS en el Gran Premio de Australia la semana del 06/04/2009.

### Aplicaciones a los coches de calle
Si resulta ser un éxito, el KERS podría ser implementado en los coches de calle, evidentemente no de la misma forma que en un Fórmula 1, sino usando continuamente la energía obtenida de las frenadas para reducir el consumo de combustible, de lo que se deduce que el KERS es un dispositivo ecológico.
- La empresa Toyota, desde 1997, comercializa el modelo Prius el cual usa un sistema de freno regenerativo; posteriormente desde 2010, comercializa el modelo "Auris Híbrido HSD" que entre otras mejoras implementa este tipo de freno regenerativo.
- La empresa BMW, desde 2007 comercializa algunos modelos de serie con motorizaciones diésel y gasolina bajo la denominación Efficient Dynamics que entre otras mejoras incorpora un sistema que aprovecha la energía de frenado "Brake Energy Regeneration". Este sistema, de momento se utiliza para recargar la batería del vehículo sin necesidad de utilizar constantemente un alternador que mantenga la batería cargada, así ahorra combustible o gana potencia, según se mire.
- También la empresa Volvo hizo público en 2011 sus resultados en el desarrollo de un sistema KERS propio de cara a implementarlo en sus vehículos de calle.[7]
- La empresa Fiat S.P.A en 2013 ha proporcionado a su nuevo modelo Ferrari LaFerrari un sistema de KERS que desarrolla 163 cv de potencia

### KERS en Fórmula 1
Las ventajas del dispositivo KERS en Fórmula 1 son bastante discutibles puesto que aunque aporta algo de potencia extra durante unos pocos segundos, penaliza los tiempos por el peso del propio dispositivo. La mayor parte de las escuderías que poseen este sistema en sus monoplazas deciden si lo utilizan o no dependiendo del tipo de circuito, ya que lo que en algunos circuitos es favorable en otros penaliza más de lo que aporta. En general en los circuitos rápidos y con rectas largas (Monza, Spa) es mejor llevar KERS y en los más lentos y sin grandes rectas (Mónaco, Singapur) es más favorable no llevarlo.
El 26 de julio de 2009 gana por primera vez un vehículo equipado con KERS una carrera de Fórmula 1. El vehículo de la escudería McLaren-Mercedes y pilotado por Lewis Hamilton se impuso en el circuito de Hungaroring, en Hungría.
El 23 de agosto de 2009 el GP de Europa realizado en el Circuito urbano de Valencia el KERS volvió a dar de que hablar, ya que pese a que el coche ganador no llevaba esta tecnología, el segundo y tercero llevaban KERS. Lo que pudo ser la segunda victoria del KERS se obstaculizó por un error en el pit lane de la escudería McLaren-Mercedes, donde se retrasó el coche de Lewis Hamilton y fue adelantado por el Brawn GP de Rubens Barrichello.
El 30 de agosto de 2009 en el GP de Bélgica, en Spa-Francorchamps, los monoplazas que aún mantienen el KERS han avanzado mucho, respecto a principios de temporada, adjudicándose por segunda ocasión un monoplaza con KERS la victoria; esta vez fue el Ferrari de Kimi Räikkönen, quien admitió que tanto en la salida (donde ganó 4 posiciones), como luego de una bandera amarilla, atacó en las primeras tres curvas y en la salida de Eau Rouge. Utilizando KERS logró colocarse en la primera posición, y pese a que el Force India de Giancarlo Fisichella era más veloz, pudo defender la posición hasta el final gracias a la utilización del KERS en las rectas y en la salida de curvas más lentas, dicho así por el mismo piloto. [cita requerida]
Durante la temporada 2010 las escuderías acordaron no utilizar el sistema. En la temporada 2011 los monoplazas volvieron a incorporarlo. Al igual que en las dos temporadas siguientes, las del 2012 y 2013 las cuales fueron las últimas en las que se usó este Sistema de KERS, debido a las regulaciones del 2014 hasta ahora que eran los Motores v6 que no usaban este sistema, sino otro más complejo como el MGU y sus variaciones

### KERS en la IndyCar 2012
La serie IndyCar Series utiliza un sistema similar al KERS denominado Push to Pass, similar al utilizado en la Fórmula 1 en compensación a la potenciación de los motores que se usan desde la temporada 2012.